# Ґолянка (Мазовецьке воєводство)
Ґолянка (пол. Golanka) — село в Польщі, у гміні Кадзідло Остроленцького повіту Мазовецького воєводства.
Населення — 359 осіб (2011).
У 1975-1998 роках село належало до Остроленцького воєводства.

## Демографія
Демографічна структура станом на 31 березня 2011 року:
|          | Загалом | Допрацездатний вік | Працездатний вік | Постпрацездатний вік |
| -------- | ------- | ------------------ | ---------------- | -------------------- |
| Чоловіки | 186     | 47                 | 120              | 19                   |
| Жінки    | 173     | 49                 | 83               | 41                   |
| Разом    | 359     | 96                 | 203              | 60                   |